# Газогенераторний автомобіль

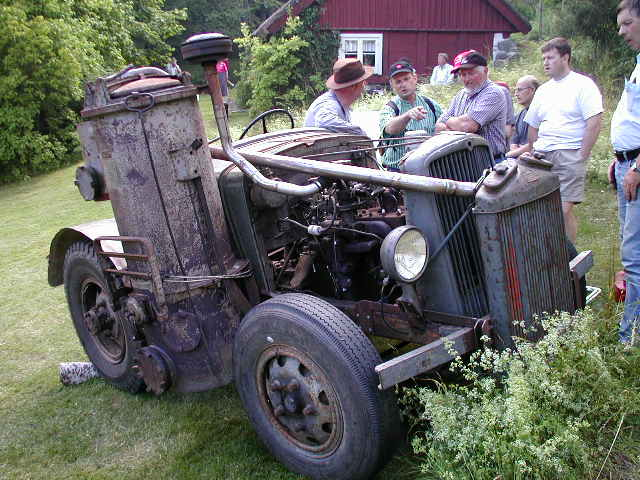
Автомобіль з газогенератором

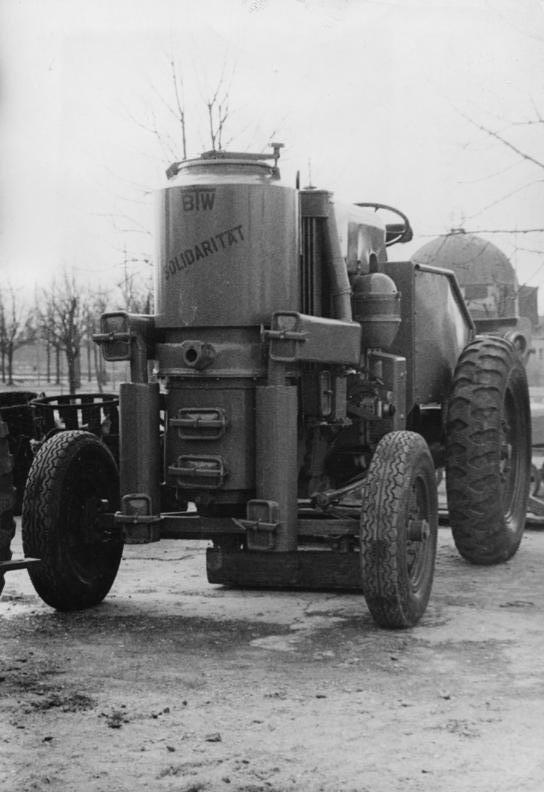
Газогенераторний трактор виробництва НДР, 1949

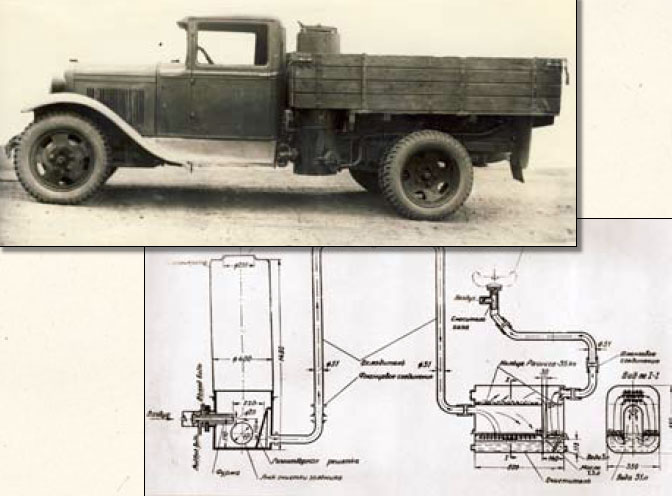
Газогенераторний автомобіль на базі ГАЗ. 1943

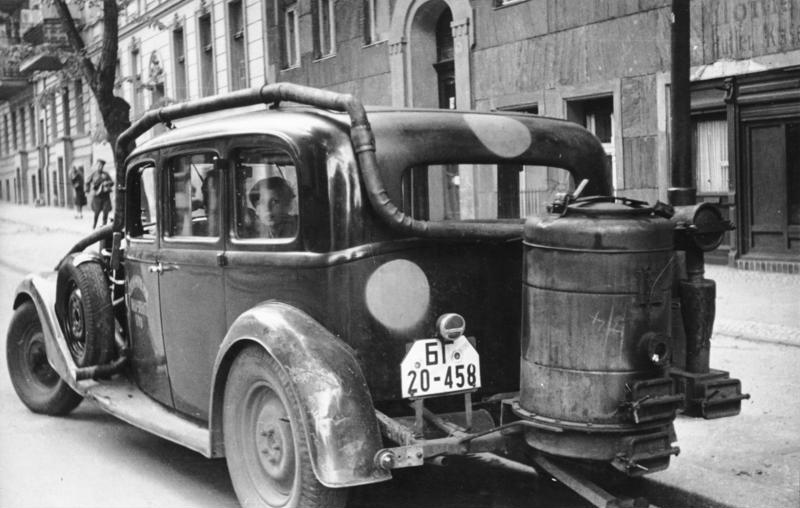
Автомобіль з газогенераторною установкою, Берлін, 1946

Газогенера́торний автомобі́ль — автомобіль, двигун внутрішнього згоряння якого отримує як паливну суміш газ, що виробляється газогенератором.

## Технологічний процес
Як паливо можуть використовуватися дрова, вугільні брикети, торф тощо. Принцип роботи газогенератора заснований на неповному згорянні вуглецю. Вуглець при згорянні може приєднати один атом кисню або два, з утворенням відповідно монооксиду (чадний газ) і діоксиду (вуглекислий газ). При неповному згорянні вуглецю виділяється практично третина енергії від величини повного згоряння. Таким чином, отриманий газ має значно меншу теплоту згоряння, ніж початкове тверде паливо. Крім того, в газогенераторі при газифікації деревини, а також при газифікації вугілля з додаванням води (як правило у вигляді пари) йде ендотермічна реакція між утворюваним монооксидом вуглецю і водою з утворенням водню і вуглекислого газу. Ця реакція знижує температуру отриманого газу і підвищує ККД процесу до величини 75-80 %. У разі ж якщо немає необхідності перед використанням охолоджувати газ, то ККД газифікації складе 100 %[джерело?]. Тобто фактично буде здійснено двостадійне повне спалювання твердого палива.
Калорійність отриманого газу досить низька внаслідок розбавлення його азотом. Але оскільки для його згоряння потрібно значно менше повітря, ніж для згоряння вуглеводнів, то калорійність робочої суміші (газ + повітря) лише незначно нижча, ніж у традиційних паливноповітряних сумішей. Основною причиною зниження потужності транспортних двигунів, що використовуються для роботи на газі без переробки, є зменшення величини заряду робочої суміші, оскільки домогтися задовільного охолодження газу на рухомий техніці важко. Але ця проблема не має істотного значення для стаціонарних двигунів, де маса і габарити охолоджувача мало обмежені. На двигунах, спеціально змінених або спеціально розроблених для роботи на генераторному газі, за допомогою підвищення ступеня стиснення і незначного наддування газогенератора, досягаються рівні з бензиновими двигунами літрові потужності.
Газогенератор зазвичай застосовується на вже наявних ДВЗ (як бензинових, так і дизельних) і відсутності основного рідкого (бензин, солярка) палива для них.

## Історія
У 1799 році французький інженер Філіп Лебон відкрив світильний газ і отримав патент на використання та спосіб отримання світильного газу сухою перегонкою деревини або вугілля. У 1801 році Лебон взяв патент на конструкцію газового двигуна, однак у 1804 році він був убитий, не встигнувши втілити в життя свій винахід.
У 1860 році бельгійський офіціант і, за сумісництвом, інженер-любитель Етьєн Ленуар створив і запатентував двигун внутрішнього згоряння, що працює на світильному газі.
У 1862—1863 роках газогенераторну силову установку потужністю до 4 к. с. встановлено на восьмимісний відкритий омнібус. ККД двотактного двигуна Ленуара досягав всього 5 %. Розбагатівши, Ленуар перестав працювати над удосконаленням своєї машини, тому, коли на Паризькій всесвітній виставці 1878 року публіці продемонстрували чотиритактний газовий двигун німецького інженера Ніколауса Отто з ККД 16 %, слава піонера газогенераторного двигунобудування, на жаль, швидко померкла.
1883 року англійський інженер Е. Довсон (Joseph Emerson Dowson) вперше сформулював концепцію поєднання газогенератора і двигуна внутрішнього згоряння в єдиному блоці, який цілком міг бути встановлений на транспортній чи іншій машині. Значення цієї роботи було настільки велике, що протягом деякого часу напівводяний газогенератор повсюдно називали «газом Довсона». Перший класичний газогенераторний автомобіль, що використовує як паливо деревину і деревне вугілля, побудував Тейлор у 1900 році у Франції (патент у Росії видано в 1901 році).
У 1891 році відставний лейтенант Російського флоту Євген Яковлєв побудував завод газових і гасових двигунів у Санкт-Петербурзі на Великій Спаській вулиці, однак конкуренції з нафтовими і бензиновими двигунами його продукція не витримала.
У 1916 році почалися регулярні рейси газогенераторного автобуса між Парижем і Руаном (протяжність маршруту за різними даними становила від 125 до 140 км).
У 1919 році французький інженер Георг Імберт створив газогенератор прямоточного (оберненого) типу, в якому паливо і газифікаційний агент при газифікації рухаються в одному напрямку. 1921 року створено автомобіль з газогенератором на цьому принципі. При цьому деревина піролізується не в циліндрах (як у Форда, Круппа або Порше), а в казані, де деревина «спалювалася» за нестачі кисню (частковозаміщений піроліз), що було великим кроком уперед у порівнянні з напівкоксуванням від Круппа. Це дозволило настільки поліпшити якість газогенераторів, що газогенераторні двигуни знову стали реальними конкурентами бензинових і дизельних двигунів.
У Німеччині під час війни стали робити газогенератори не тільки дров'яні, але й на брикетах з буровугільної крихти і пилу, оскільки цього палива там було досить багато. Вантажівки з газогенераторами їздили не швидко — 20 км на годину — на низькокалорійному газі, на який перетворювалися в газогенераторі дрова. У деяких країнах і нині використовують такі автомобілі (в невеликих кількостях), досить багато їх у сільській місцевості Північної Кореї.
1938 року в Європі налічувалося близько 9 тис. автомашин, які працювали на газогенераторному пальному. До 1941 року ця кількість збільшилася майже в 50 разів. Зокрема в Німеччині їх число досягло 300 тис.
Перше в СРСР випробування автомобіля на шасі ФІАТ-15 з газогенераторною установкою В. С. Наумова відбулося в 1928 році. 1934 року проведено перший випробувальний пробіг газогенераторних автомобілів за маршрутом Москва — Ленінград — Москва, в якому брали участь ГАЗ-АА і ЗІС-5 з установками, спроєктованими в НАТІ.
В СРСР у 1936 році було прийнято постанову РНК СРСР про виробництво газогенераторних автомобілів і тракторів. У 1936 році випущено першу партію газогенераторних вантажівок ЗІС-13, а потім — ЗІС-21 і на Горьківському заводі — ГАЗ-42. На початку 1941 року випускалися газогенераторні установки, що працювали на деревних цурках, для автомобілів ЗІС, тракторів ЧТЗ і ХТЗ. Вони мали істотні недоліки: невелику потужність, швидке зношування металу, заводські дефекти, що призводили до великих простоїв. Однак газогенераторні автомобілі та трактори стали великим плюсом під час Німецько-радянської війни — вони активно використовувалися в тилу.

## Див. також

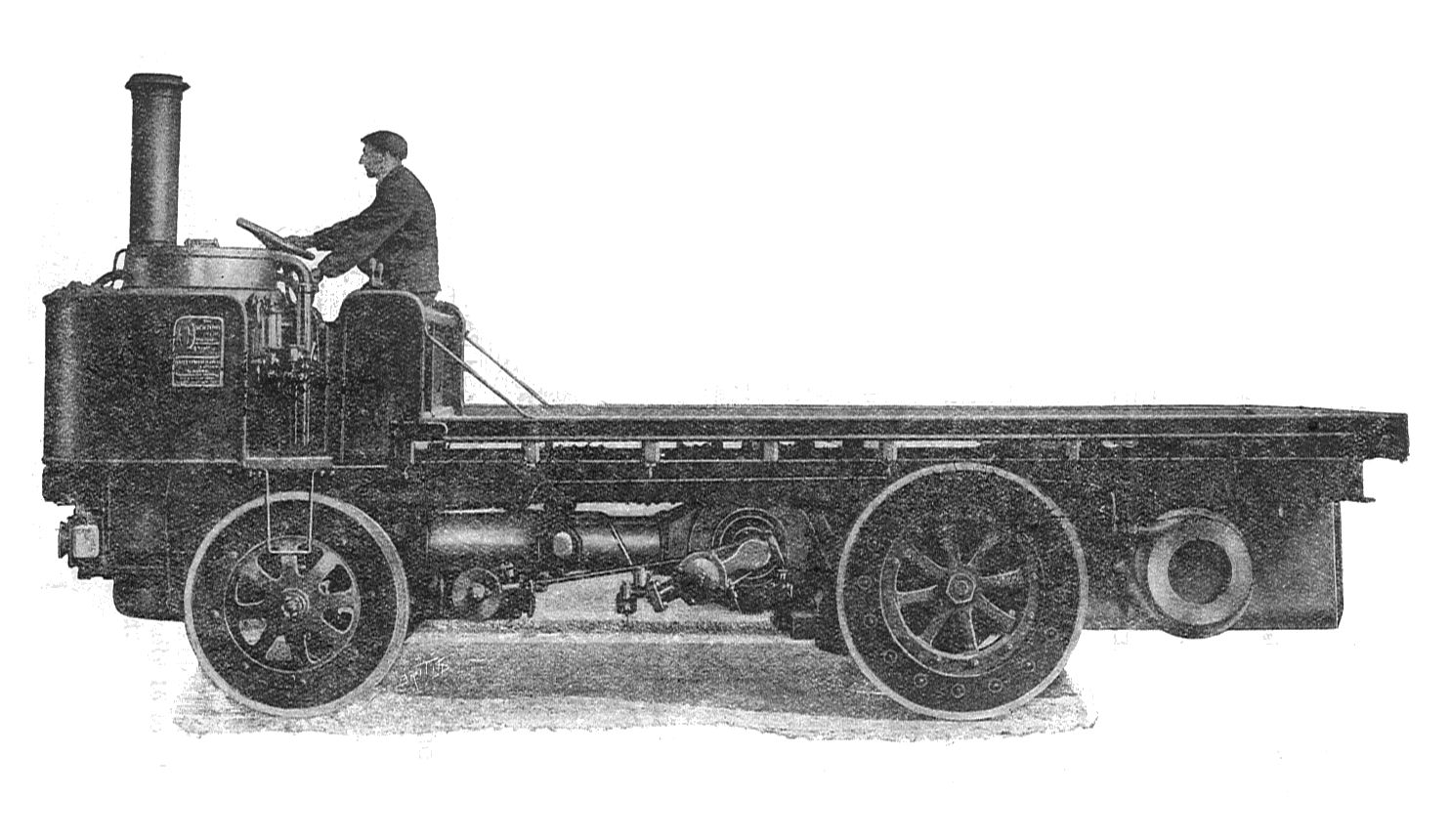
Парова вантажівка

## Інтернет-ресурси
- Інженерні монстри.